# Fuerte de San Leo
El Fuerte de San Leo es un castillo que se encuentra ubicado en San Leo entre la frontera de Romagna y Marche; el castillo es conocido como el sitio donde el Conde Cagliostro falleció. Es uno de los palacios que fue propiedad de Federico da Montefeltro y su esposa Battista Sforza y era considerado un refugio fortificado suntuoso. Fue proyectada una gran parte en el Filme de 1991 Hudson Hawk como el castillo ficticio de Filippo Turetta. Actualmente es un museo. 

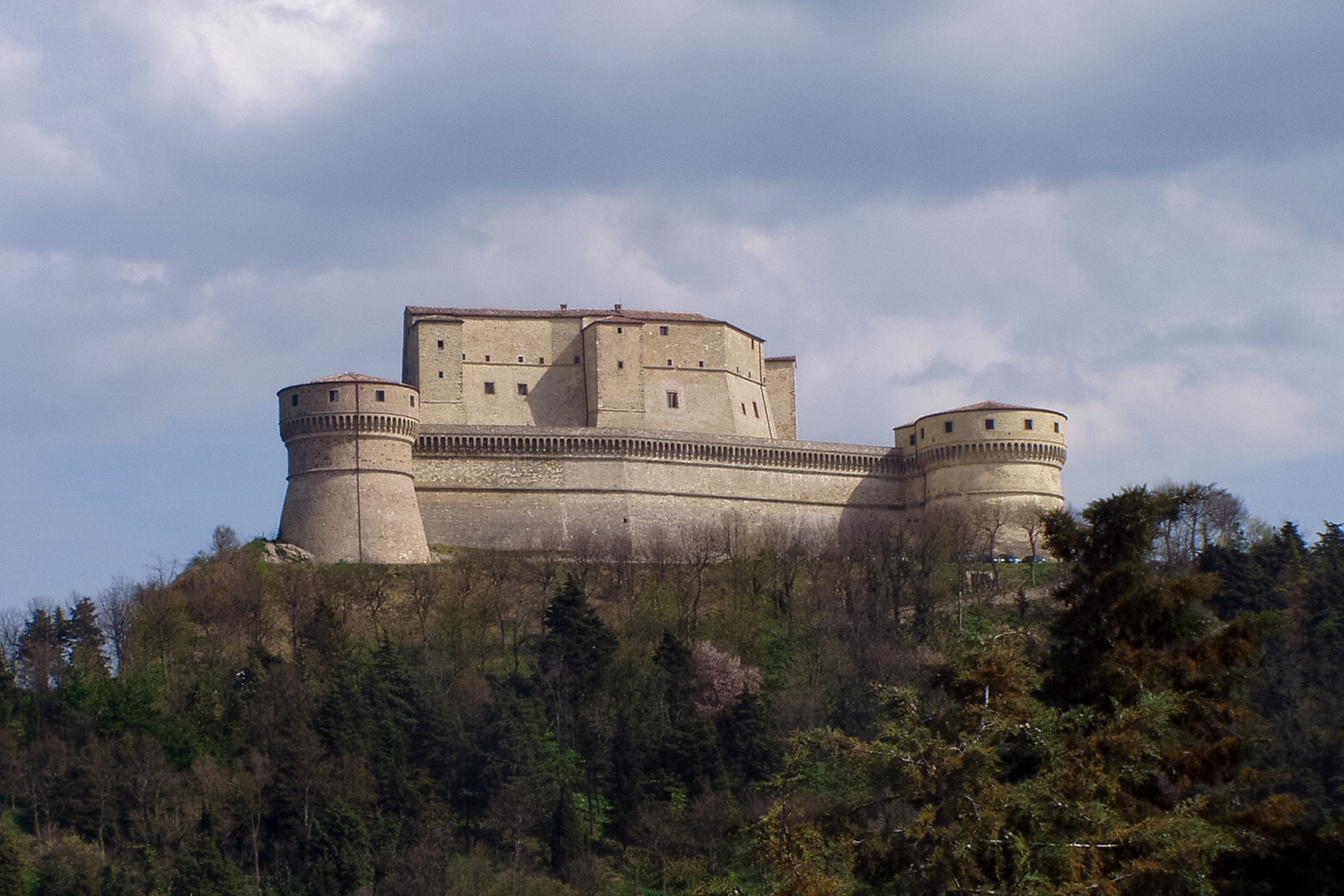
Fuerte de San Leo

## Historia
Es la primera fortificación construida por los romanos en la cima de la montaña. En la Edad Media fue sitiada por los Bizantinos, Godos, Francos y Lombardos. Entre el año 961 y el año 963 Berengar II, el último rey del Reino Lombardo de Italia, estuvo asediado por Otto I de Sajonia. A mediados del siglo XI los Condes de Montecopiolo vinieron a Montefeltro, nombre antiguo de San Leo, del cual tomaron nombre y título. En la segunda mitad del siglo XIV el Malatesta fue capaz de capturar el fuerte, pero no fue hasta mediados del siglo XV, cuando el castillo era a menudo reconquistado por Montefeltro. En 1441 el joven Federico da Montefeltro escaló los Muros del Fuerte. Frente a los nuevos peligros militares, reconstruyó el fuerte, confiando la tarea al ingeniero de Siena Francesco di Giorgio Martini.
La nueva estructura permitía una contra- ofensiva dinámica, proporcionando fuego cruzado. Los lados del Fuerte estuvieron equipados con la artillería y los puntos de acceso eran considerados inalcanzables por fuego enemigo gracias a los puestos de avanzada militares.
En 1502, César Borgia, con el respaldo del Papa Alejandro VI, tomó posesión del Fuerte. Tras la muerte del papa, en 1503, Guidobaldo da Montefeltro tomó posesión de su dominios. En 1516 las Tropas Florentinas, apoyadas esta vez por el Papa León X y guiadas por Antonio Ricasoli, ingresaron a la ciudad e incautaron el Fuerte.
Desde 1527 hasta la devolución del mismo a los Estados Pontificios del Ducado de Urbino en 1631, San Leo perteneció a la familia Della Rovere. Con la nueva propiedad, el Fuerte fue utilizado como prisión. Entre los reclusos estaba Felice Orsini y el ocultista y Masón Alejandro Cagliostro. En 1906 el Fuerte terminó de ser una prisión y por ocho años, hasta 1914, alojaba la "compagnia di disciplina".
En el periodo de Italia Unita, el municipio de San Leo perteneció a la provincia de Marche (Provincia de Pesaro y Urbino), hasta el 15 de agosto de 2009 cuándo este fue separado junto otras seis municipalidades de Valmarecchia, siguiendo el resultado del referéndum mantenido el 17 y 18 de diciembre de 2006. Actualmente el castillo alberga un Museo y una Galería de Arte en armas.

## Descripción
En el Fuerte hay dos partes distintas: La sección más antigua está compuesta por la Torre de Homenaje, con sus torretas cuadradas junto a la entrada de estilo Gótico y ala residencial; y las más reciente torres redondas y los enormes muros que les conectan. Las dos torres, el muro, y la Torre de Homenaje que rodea el tan llamado Sitio d'Armes.
El área está dotada con picos rocosos que se elevan abruptamente desde los acantilados del mar. En cada uno de estos picos, las ruinas de un castillo o fuerte recuerdan un tumultuoso pasado. Para los visitantes que caminan sobre la llanura Romagna, la Ciudad-el Fuerte parecen un inmenso escudo de altas Rocas Lisas. Parece como un barco con su proa dirigida hacia el Este, el campanario como una mástil, y el puñado de casas esparcidas alrededor.